# De tuin van Suldrun
De tuin van Suldrun (Engels: Suldruns Garden) is een roman geschreven door Jack Vance. In De Tuin van Suldrun beschrijft Vance een episode uit de geschiedenis van Lyonesse, waarin magie, avontuur en allerlei verwikkelingen door elkaar lopen. Lyonesse verscheen als avonturenroman in 1982, na een reeks boeken waarin Vance steeds minder liet gebeuren. De tuin van Suldrun is vertaald door Annemarie van Ewijck en verscheen in het Nederlands in 1984. Het boek is het eerste in de Lyonesse-trilogie.
Lyonesse maakt deel uit van een eilandenrijk dat zuidelijk van Ierland en ten westen van Frankrijk (Armorica, het huidige Bretagne) in de Atlantische Oceaan gelegen zou hebben.

## Verhaal

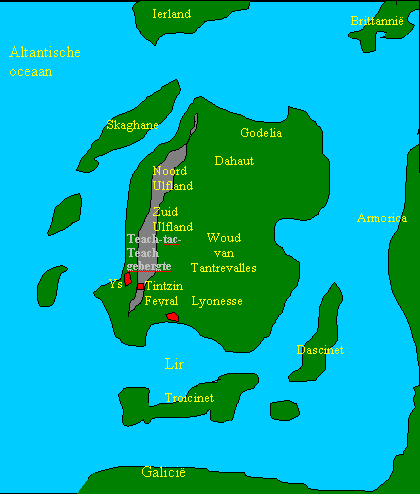
Landkaart Lyonesse

Het eerste deel van het boek beschrijft de gang van zaken aan het hof van Haidion, waar koning Casmir de scepter zwaait over Lyonesse. Casmir streeft ernaar om alle eilandstaten onder zijn bewind te brengen en deinst er niet voor terug om alle mogelijkheden te benutten. Zelfs niet voor het uithuwelijken van zijn dochter Suldrun, die echter weigert en daardoor voorgoed verbannen wordt naar een afgelegen strandje aan zee. Daar spoelt op een dag de drenkeling Aillas aan, zoon van de koning van de eilandstaat Troicinet. Aillas raakt gevangen, waarbij een intrigant aan het hof een achterbakse rol speelt. Niettegenstaande haar omstandigheden brengt Suldrun in het geheim een kind van Aillas ter wereld, een jongen, Dhrun geheten, die in het verhaal aan een lange omzwerving begint. Verwarrend daarbij is dat hij een jaar in een elfenschoei doorbrengt, wat een tijdsprong ten gevolge heeft, die op verwarrende wijze in de verwikkelingenreeks doorwerkt. Het wisselkind waarmee Dhrun wordt geruild is een meisje, Madouc, dat opgroeit aan het hof Haidion. Casmir beseft echter niet dat een verwisseling heeft plaatsgevonden.
Parallel hieraan probeert de magiër Tamurello zich aan het edict van Murgen te onttrekken, wat zegt dat magiërs zich niet intensief met de gewone wereld mogen bemoeien. Daaraan voorafgaand had de heks Desmëi zich in een staat van levensmoeheid gesplitst in de mooie doch zielloze vrouw Melancthe, en de even mooie doch boosaardige Faude Carfilhiot, die van het manlijke geslacht is. Deze laatste eigent zich het fort Tintzin Fyral toe dat een strategische sleutelpositie inneemt op het hoofdeiland.
Aillas weet te ontsnappen aan Casmirs kerker doch raakt opnieuw gevangen en wordt ditmaal als slaaf tewerkgesteld bij het oorlogszuchtige volk der Ska. Ook daar weet hij, met de complete werkploeg, te ontsnappen en blijkt ten slotte erfgenaam te zijn van de troon van Troicinet. Na een veelheid van gebeurtenissen concentreert de loop de dingen zich ten slotte rond Tintzin Fyral.